# Give It Away
Give It Away è una canzone dei Red Hot Chili Peppers. Si tratta del primo singolo estratto dal loro quinto album in studio, Blood Sugar Sex Magik (1991).
Secondo la Rock and Roll Hall of Fame, Give It Away è una delle 500 canzoni che hanno forgiato il rock and roll.
Al 2024 risulta essere il brano più suonato dal vivo dalla band, per ben 1044 volte.

## Descrizione
Give It Away dura circa 5 minuti, ed è dedicata all'altruismo. Dopo la sua uscita, i Red Hot divennero una delle realtà più importanti del mainstream musicale mondiale. È una delle loro canzoni più famose, e per molti è anche quella che meglio identifica il loro stile musicale della fase matura. Nel 1993 fu premiata con un Grammy come Best Hard Rock Performance. La struttura della canzone, richiama in parte quella dei loro dischi degli anni ottanta, e fu registrata durante un'improvvisata sessione ritmica. Flea, bassista del gruppo, stava provando quello oggi ritenuto uno dei suoi attacchi migliori. Il loro batterista Chad Smith, lo seguì nell'attacco. Il cantante Anthony Kiedis fu talmente entusiasmato da quel giro di basso, che sulle sue basi vi improvvisò le rime del brano.
La canzone è stata interpretata in molti modi differenti. Il verso "What I've got you've got to get it put it in you" (quello che ti ho indotto a prendere, mettilo dentro di te) è considerato un riferimento all'assunzione di droga, mentre spezzoni come "Come and drink it up from my fertility" (vieni qui e abbeverati alla mia fertilità), per alcuni appaiono metafore sessuali. Un'interpretazione più letterale e più ragionevole, è che il brano sia dedicato alla donazione di sangue, suggerendo che non è solo un atto amorevole ed altruista, ma può anche essere addirittura a sfondo erotico. Questa teoria sembra essere confermata da alcune parti del testo, tra cui: "What I've got you've got to give it to your daughter/
You do a little dance and then you drink a little water", "What I've got you've got to get it put it in you/Reeling with the feeling don't stop continue", "Young blood is the lovin' upriser/
How come everybody wanna keep it like the kaiser" (Quello che ti ho indotto a dare a tua figlia/Fai un balletto e poi bevi un po' d'acqua, Quello che ti ho indotto a prendere, mettilo dentro di te/i tuoi sentimenti non cessano mai, Il sangue giovane è uno scalatore innamorato/venite tutti a sostenerlo come un imperatore). La stessa tematica sembra, per chi sostiene questa teoria, emergere in Blood Sugar Sex Magik.
Il verso "There's a River born to be a giver/keep you warm won't let you shiver/his heart is never gonna wither/come on everybody time to deliver" (vi è un River nato per donare/tieniti caldo se non vuoi tremare/il suo cuore non smetterà mai di battere/ora, tutti insieme, è tempo di donare) si riferisce all'attore River Phoenix, amico di molti dei Red Hot; Flea fu insieme a River, il giorno in cui morì.
Le parti "Greedy little people in a sea of distress, keep your more to receive your less, unimpressed by material excess" (poca gente avara in un mare di angoscia, tieni di più per ricevere di meno, allibito dagli eccessi materiali) riguardano il punto di vista di Anthony Kiedis su materialismo e consumismo. La seconda di queste è un riferimento a Bob Marley e al suo brano "Misty Morning", da cui Kiedis estrasse il verso in questione. Marley è menzionato anche in seguito, dallo spezzone "Bob Marley, poet and a prophet..." (Bob Marley, poeta e profeta). La frase del ritornello (letteralmente regalalo) rimanda al rapporto tra Kiedis e Nina Hagen, che secondo il cantante avrebbe deliberatamente regalato tutto quello che aveva.
Il chitarrista John Frusciante sostiene di essersi ispirato, per il riff finale della canzone, a "Sweet Leaf" dei Black Sabbath. Dato che la canzone è ritenuta un inno alla marijuana, da ciò si evince perché molti interpretino "Give It Away" come un brano dedicato all'assunzione di stupefacenti.
Dopo essere stata suonata come prima o seconda canzone in scaletta per i primi dieci anni, dal 2004 i Red Hot utilizzano Give It Away come brano di chiusura dei loro concerti.

## Video musicale
Il video musicale, diretto da Stéphane Sednaoui e considerato uno dei più famosi dei Red Hot, li illustra tinti d'oro mentre danzano selvaggiamente in un deserto, ed è girato in bianco e nero, per questo sembra siano tinti d'argento. I quattro, di solito vestiti succintamente, qui indossano vestiti strambi ed hanno tagli di capelli eccentrici.
- Anthony Kiedis si presenta in passamaneria e camicia di catene; in alcune scene presenta anche un rossetto sfolgorante.
- Flea ha un taglio di capelli a spirale.
- Chad Smith si presenta con coda di cavallo e corna, a volte coperte da un elmetto.
- John Frusciante ha un corto striscio di capelli, alla maniera dei mohicani.

Riguardo alle riprese di questo video, Kiedis scrisse sulla sua autobiografia Scar Tissue:
Grazie alla sua peculiarità e alla frenesia della produzione, il video è ritenuto uno dei più importanti della storia del rock. Sednaoui avrebbe anche girato i clip per Scar Tissue e Around the World. Il primo è ritenuto un sequel dei precedenti, poiché illustra i Red Hot che tornano in un deserto, mentre il secondo ha uno stile molto simile a quello del video per Give It Away.

## Successo commerciale
Give it Away fu pubblicato come singolo il 24 settembre 1991, stesso giorno dell'uscita di Blood Sugar Sex Magik. All'inizio, malgrado la fama del gruppo, molti canali radiofonici si rifiutarono di trasmetterlo; uno dei loro manager, disse ai Red Hot di ritirarla "finché non avessero imboccato una svolta melodica". Tuttavia, la losangelina KROQ la mandò in rotazione, e da allora ricevette numerose richieste di trasmissione dai loro fans.
Inoltre nemmeno il video della canzone fu inizialmente trasmesso, perché ritenuto troppo bizzarro per gli standard di MTV. Quest'ultima però lo mandò ugualmente in onda a rotazione, anche qui grazie a richieste dei fan del gruppo.
Nel settembre del 1992, i Red Hot Chili Peppers suonarono agli MTV Awards e furono premiati due volte per Give It Away (anche per la sua rapida ascesa in classifica). Durante la premiazione, Flea chiese provocatoriamente ai conduttori "di praticare sesso virtuale", e fu perciò cacciato subito fuori dallo show, dai responsabili della sicurezza.
Nel 1993 "Weird Al" Yankovic parodiò video e canzone, intitolandola Bedrock Anthem, tributo alla serie televisiva Gli Antenati.
Give It Away fa anche parte del Greatest Hits del 2003. 
Nel 2014, i Red Hot Chili Peppers si sono esibiti, assieme a Bruno Mars, in Give It Away nel corso dell'halftime show del Super Bowl XLVIII.

## Tracce
Disco 1 (1991)
1. "Give It Away (Single Mix)"
2. "Give It Away (12" Mix)"
3. "Search and Destroy (Unreleased)"
4. "Give It Away (Rasta Mix)"
5. "Give It Away (Album)"

Disco 2 (1991)
1. "Give It Away (Single Mix)"
2. "Give It Away (12" Mix)"
3. "Give It Away (Rasta Mix)"
4. "Give It Away (Album)"
5. "Search and Destroy (Unreleased)"
6. "Soul to Squeeze (Unreleased)"

Disco 3 (1991)
1. "Give It Away (Album)"
2. "Search and Destroy (Unreleased)"
3. "Soul to Squeeze (Unreleased)"

Disco 4 (1991)
1. "Give It Away (Single Mix)"
2. "Give It Away (12" Mix)"
3. "Give It Away (Rasta Mix)"
4. "Soul to Squeeze (Unreleased)"

Disco 5 (1991)
1. "Give It Away (Single Mix)"
2. "If You Have to Ask (Friday Night Fever Blister Mix)"
3. "If You Have to Ask (Scott And Garth Mix)"
4. "Nobody Weird Like Me (Live 12.28.91)"

Disco 6 (1991)
1. "Give It Away (Single Mix)"
2. "Give It Away (Album Mix)"

Disco 7, versione 1 (1991)
1. "Give It Away (Single Mix)"
2. "Search and Destroy (Unreleased)"

Disco 7, versione 2 (1991)
1. "Give It Away (Single Mix)"
2. "Give It Away (Album Mix)"

Disco 12, versione 1 (1991)
1. "Give It Away (12" Mix)"
2. "Give It Away (Rasta Mix)"
3. "If You Have to Ask (Disco Krisco Mix)"

Disco 12, versione 2 (1991)
1. "Give It Away (12" Mix)"
2. "Give It Away (Single Mix)"
3. "Give It Away (Rasta Mix)"
4. "Search and Destroy (Unreleased)"
5. "Give It Away (Album)"

Disco 12, versione 3 (1991)
1. "Give It Away (12" Mix)"
2. "Search and Destroy (Unreleased)"
3. "Soul to Squeeze (Unreleased)"

Cassetta (1991)
1. "Give It Away (Single Mix)"
2. "Search and Destroy (Unreleased)"

## Formazione
Gruppo
- Anthony Kiedis - voce
- John Frusciante - chitarra
- Flea - basso, scream
- Chad Smith - batteria, tamburello

Altri musicisti
- Pete Weiss – scacciapensieri